# Братиславский международный кинофестиваль

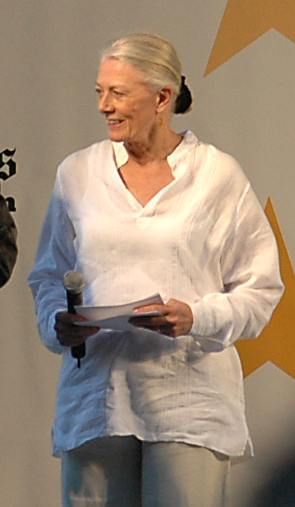
Британская актриса Ванесса Редгрейв получила награду за художественные достижения в мировом кинематографе (2005 год)

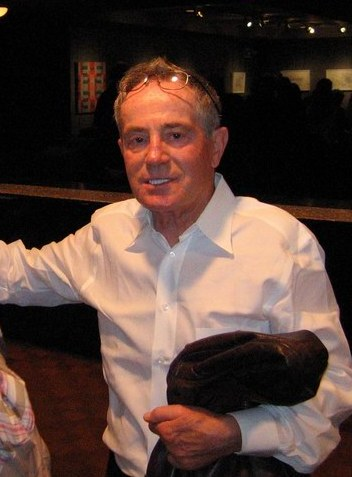
Чешско-американский актёр Ян Тршиска получил награду за художественные достижения в мировом кинематографе (2006 год)

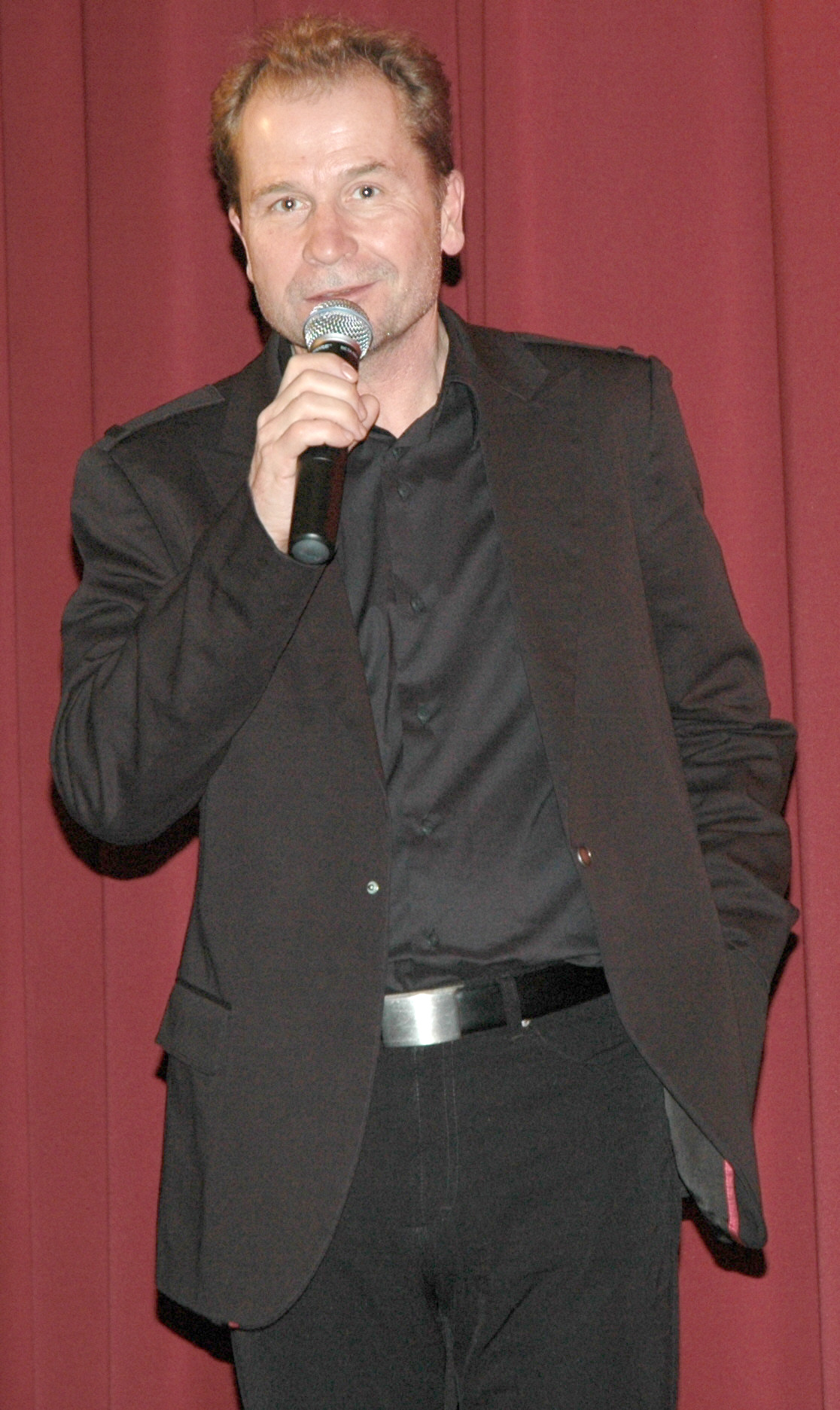
Австрийский кинорежиссёр, сценарист и продюсер Ульрих Зайдль получил награду за художественные достижения в мировом кинематографе (2007 год)

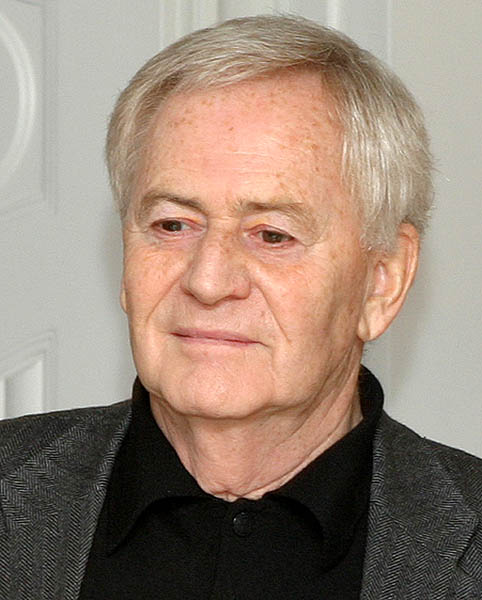
Венгерский кинорежиссёр, сценарист и писатель Иштван Сабо получил награду за художественные достижения в мировом кинематографе (2008 год)

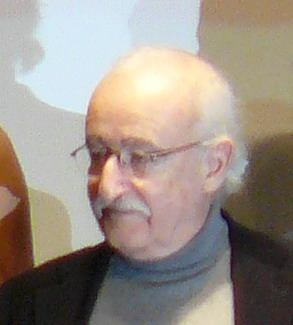
Чешский кинорежиссёр, актёр и сценарист Юрай Герц получил награду за художественные достижения в мировом кинематографе (2009 год)

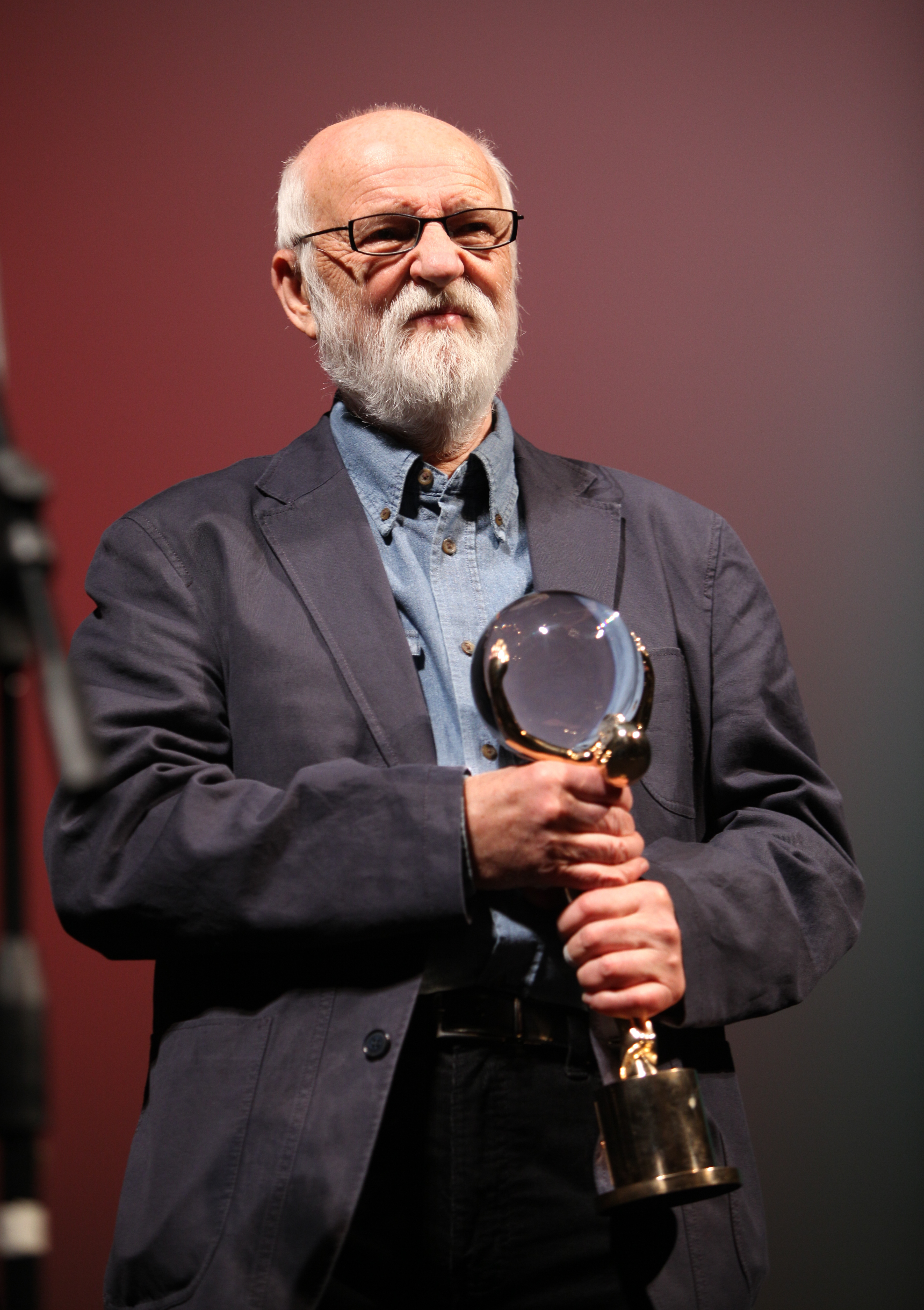
Чешский кинорежиссёр, сценарист и аниматор Ян Шванкмайер получил награду за художественные достижения в мировом кинематографе (2010 год)

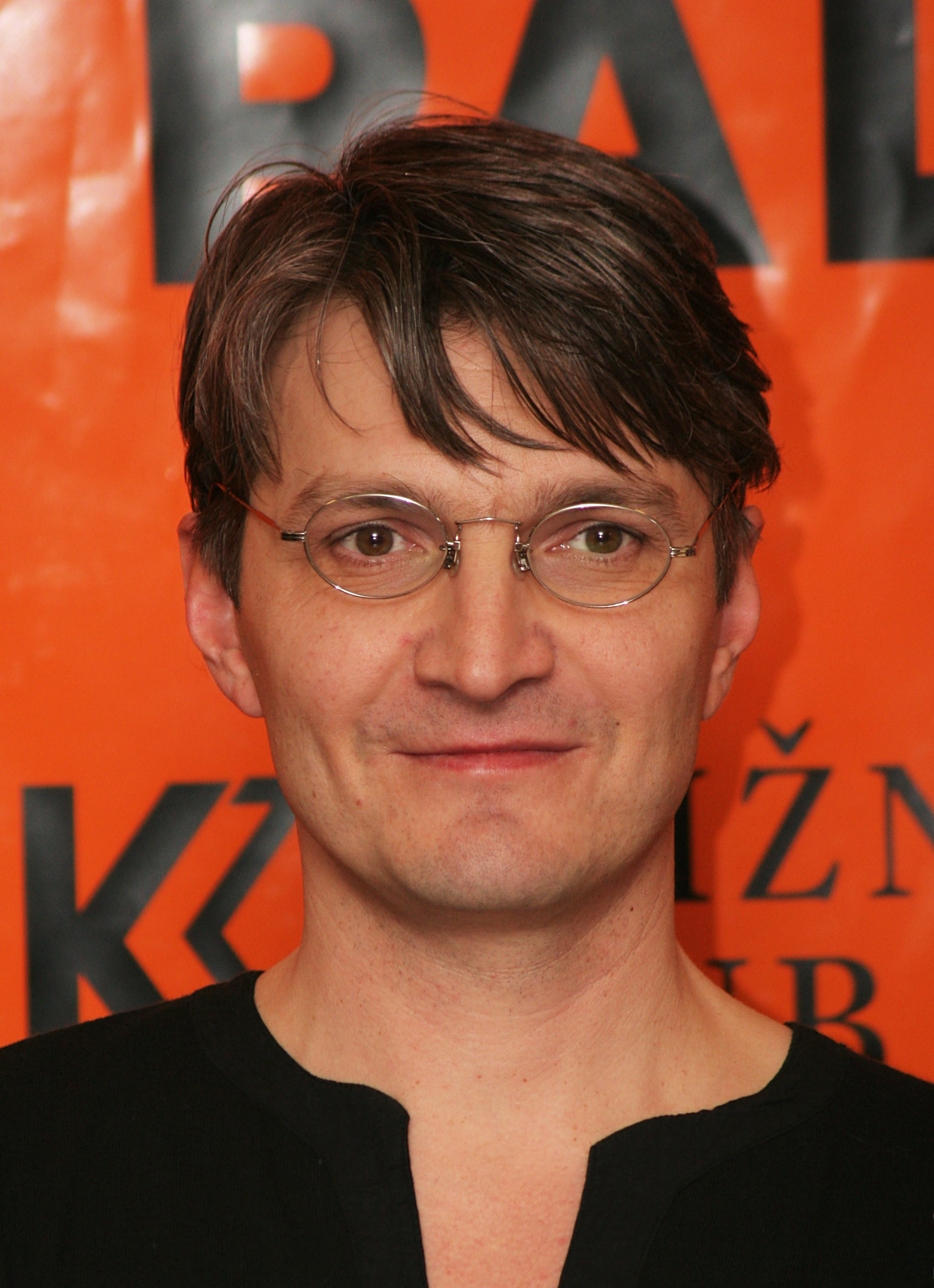
Чешский кинорежиссёр, актёр, сценарист и продюсер Ян Сверак с отцом получили награду за художественные достижения в мировом кинематографе (2011 год)

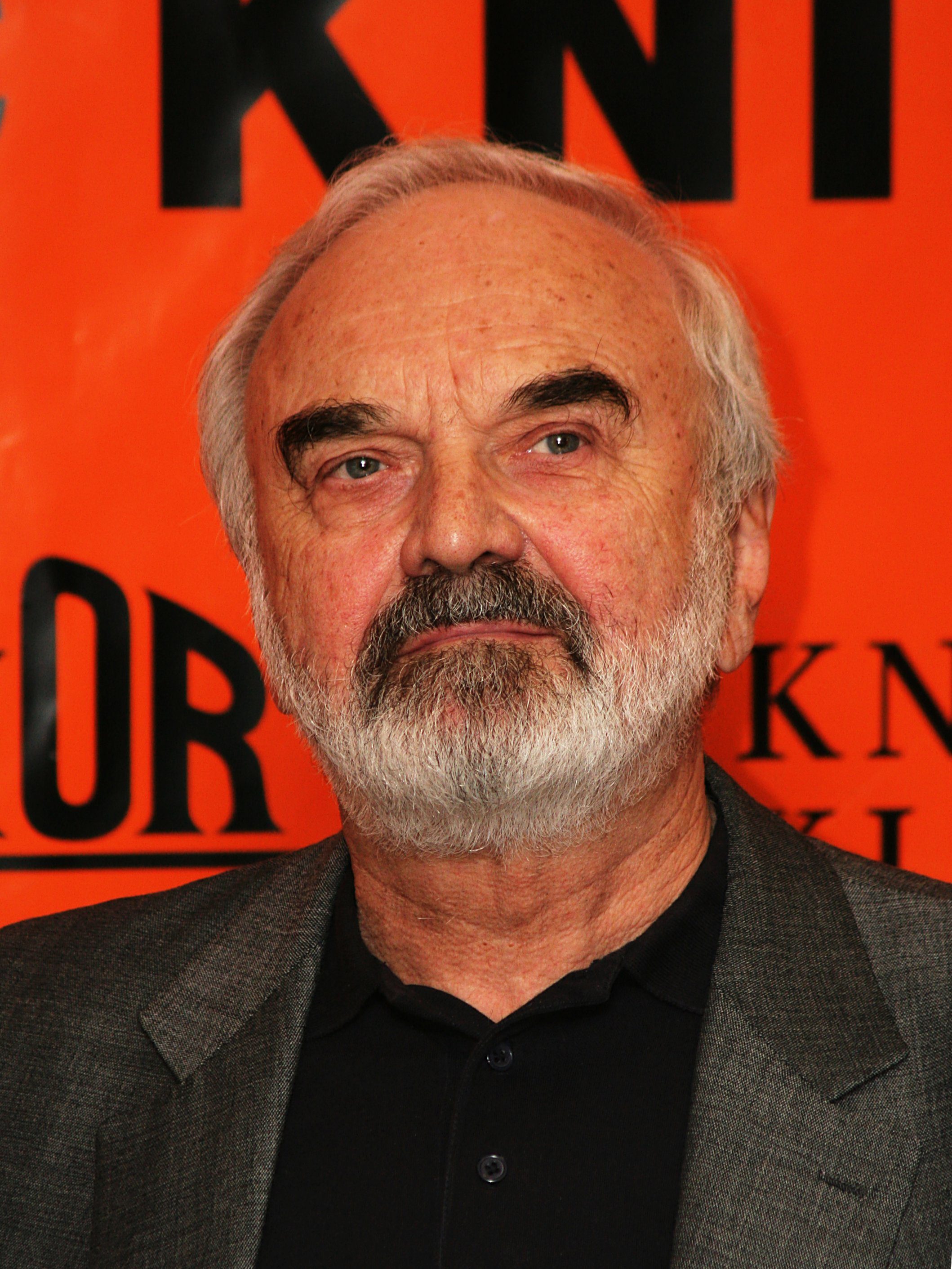
Чешский актёр и сценарист Зденек Сверак с сыном получили награду за художественные достижения в мировом кинематографе (2011 год)

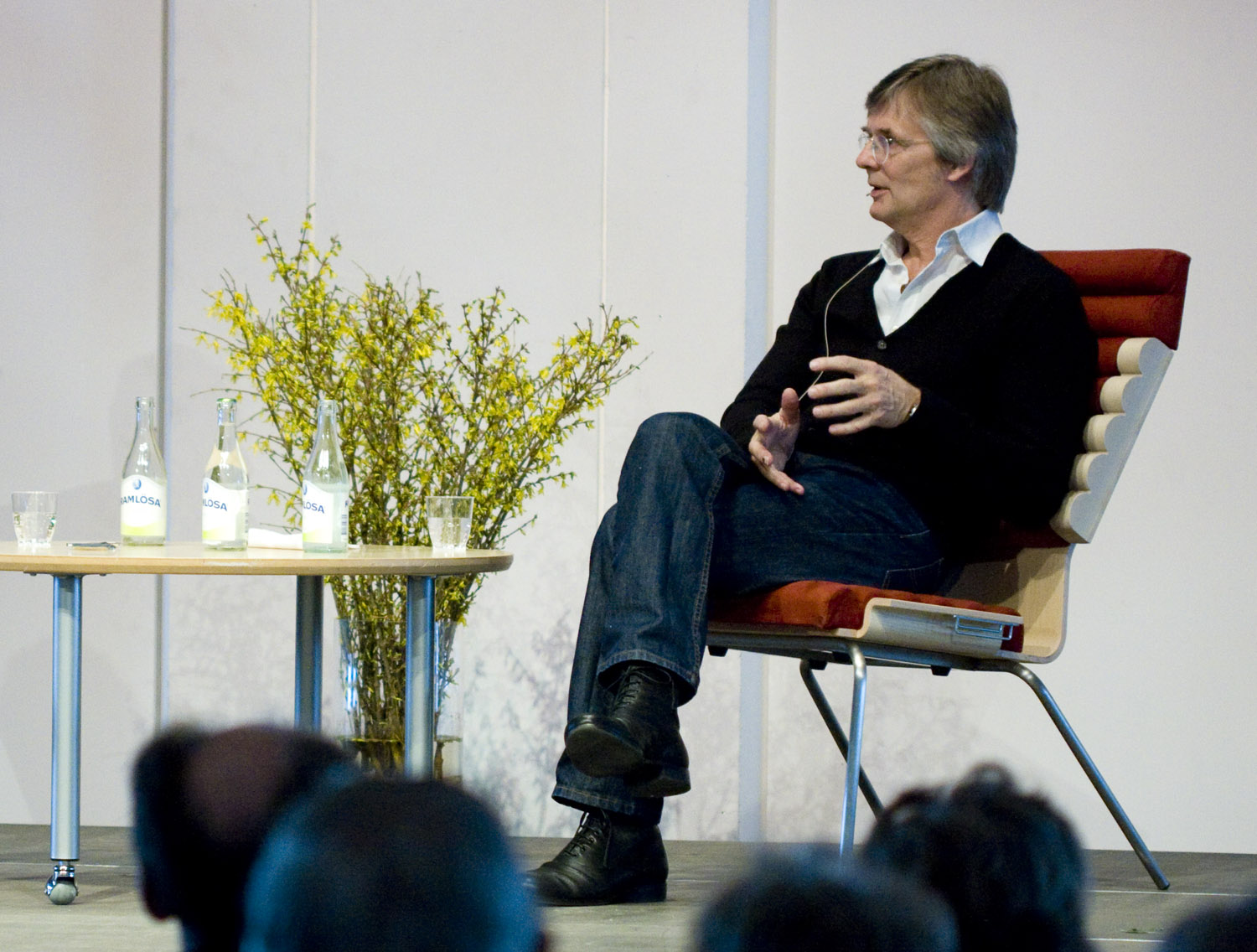
Датский кинорежиссёр Билле Аугуст получил награду за художественные достижения в мировом кинематографе (2013 год)

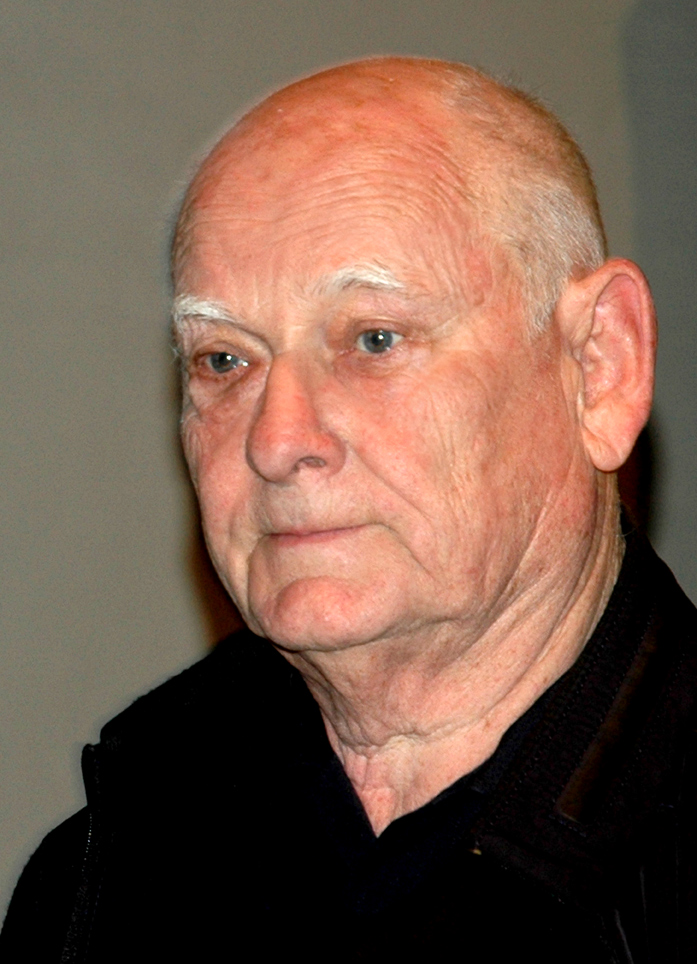
Чешский художник по костюмам, модельер и дизайнер Теодор Пиштек получил награду за художественные достижения в мировом кинематографе (2014 год)

Братиславский международный кинофестиваль, Международный кинофестиваль в Братиславе (словац. Medzinárodný filmový festival Bratislava, словац. Bratislavský filmový festival, англ. International Film Festival Bratislava, сокращённо IFFBA) — международный кинофестиваль, проводимый ежегодно с 1999 года в конце осени (в ноябре-декабре; начиная с 12-го фестиваля только в ноябре) в столице Словакии городе Братиславе (в некоторые годы также и в других городах Словакии). Продолжил традиции Международного кинофестиваля «Форум», проходившего с начала 1990-х годов. Находится под патронатом министра культуры Словакии. Является конкурсным фестивалем и имеет три конкурсные секции:
1. Международный конкурс первых и вторых игровых фильмов, в котором уже с первого года проведения фестиваля борются за победу работы начинающих кинематографистов. Согласно Уставу, в этой секции присуждается 4 премии:
  - Гран-при за лучший фильм
  - Приз за лучшую режиссуру (изначально специальный приз за режиссуру)
  - Приз за лучшую женскую роль
  - Приз за лучшую мужскую роль
2. Международный конкурс документальных фильмов, проводится начиная с 11-го фестиваля (с 2009 года) с присуждением следующих призов:
  - Приз за лучший документальный фильм
3. Международный конкурс короткометражных фильмов, проводится начиная с 11-го фестиваля (с 2009 года) с присуждением следующих призов:
  - Приз за лучший короткометражный фильм

Помимо вышеупомянутых призов на фестивале вручаются и другие награды и премии. Начиная с 7-го фестиваля (с 2005 года) вручается награда за художественные достижения в мировом кинематографе.

## Международный конкурс первых и вторых игровых фильмов
В конкурсе могут принимать участие фильмы, отвечающие следующим требованиям (согласно Уставу 10-го фестиваля):
- полнометражный фильм общей продолжительностью более 60 минут
- дебютная работа или второй фильм режиссёра
- фильм, представленный на 35-мм носителе
- фильм, снятый в условиях профессионального или независимого производства
- фильм, созданный или впервые показанный не ранее 1 января предыдущего года (до 2004 года — менее, чем за 2 года до проведения фестиваля)

Принятые к показу на фестивале фильмы до начала конкурса также могут быть представлены на других международных мероприятиях.

## Фильмы, получившие награды
Названия ниже перечисленных получивших награды фильмов приводятся в следующем порядке: русское название / словацкое название / английское название / оригинальное название. В случае, если некоторые из трёх названий совпадают, приводится менее трёх названий. В некоторых случаях могут быть приведены не все названия.

### 1-й фестиваль (1999)
- Гран-при за лучший фильм: Красный карлик / Červený trpaslík / Le nain rouge (режиссёр Иван Ле Муан, Бельгия)
- Специальный приз за режиссуру: Виктор Гавирия — Продавщица роз / Predavačka ruží / La vendedora de rosas (Колумбия)
- Приз за лучшую мужскую роль: Павел Лишка — Возвращение идиота / Návrat idiota / Return of the Idiot (режиссёр Саша Гедеон, Чешская Республика)
- Приз за лучшую женскую роль: Лейди Табарес — Продавщица роз / Predavačka ruží / La vendedora de rosas (режиссёр Виктор Гавирия, Колумбия)

### 2-й фестиваль (2000)
- Гран-при за лучший фильм: Крысолов / Lapač potkanov / Ratcatcher (режиссёр Линн Рэмси, Англия, Франция, 1999)
- Специальный приз за режиссуру: Ли Чан-Дон — Конфеты с ментолом / Mentolky (Корея, 1999)
- Приз за лучшую мужскую роль: Соль Гён гу — Конфеты с ментолом / Mentolky (Корея, 1999)
- Приз за лучшую женскую роль: Мэнди Мэтьюз — Крысолов / Lapač potkanov / Ratcatcher (режиссёр Линн Рэмси, Англия, Франция, 1999)
- Особое упоминание:
  - Джума / Djomeh (режиссёр Хасан Ектапана, Иран, Франция, 2000)
  - Дух маршала Тито / Duch maršala Tita / Marshal Tito´s Spirit (режиссёр Винко Брешан, Хорватия, 1999)
  - Любовь — это любовь? / Je láska láska? / Tillsammans (режиссёр Лукас Мудиссон, Швеция, Дания, Италия, 2000)

### 3-й фестиваль (2001)
- Гран-при за лучший фильм: Дочери солнца / Dcéry slnka / Dakhtaran-е khorshid (режиссёр Марьям Шахрияр, Иран)
- Специальный приз за режиссуру: Ульрих Зайдль — Собачьи дни / Psie dni (Австрия) и Дамиан Одуль — Глубокий вдох / Hlboký dych (Франция)
- Приз за лучшую мужскую роль: Петер Мусевски — Хлеб и молоко / Chlieb a mlieko (Словения)
- Приз за лучшую женскую роль: Дина Корзун — Последнее прибежище / Posledné útočište (Великобритания)

### 4-й фестиваль (2002)
- Гран-при за лучший фильм: Япония / Japonsko / Japan / Japón (режиссёр Карлос Рейгадас, Мексика, Испания)
- Специальный приз за режиссуру: Йи Чин-Ен — Перекрёсток «Голубые ворота» / Križovatka modrá brána / Blue Gate Crossing / Lanse da men (Чайван, Франция)
- Приз за лучшую женскую роль: Оксана Акиньшина и Катя Горина — Сёстры / Sestry / The Sisters / Sjostry (режиссёр Сергей Бодров младший, Россия)
- Приз за лучшую мужскую роль: Дан Кондураке — Поцелуи Богов / Božie bozky / God Kisses us on the Mouth Every Day / in flecare zi dumnezeu ne saruta pe gura (режиссёр Синиша Драгин, Румыния)

### 5-й фестиваль (2003)
- Гран-при за лучший фильм: Скука в Брно / Nuda v Brne / Bored in Brno / Nuda v Brně (режиссёр Владимир Моравек, Чехия)
- Специальный приз за лучшую режиссуру: Ли Ян — Глухая шахта / Slepá šachta / Blind Shaft / Mang jing (Гонконг, Китай, Германия)
- Приз за лучшую женскую роль: Катержина Голанова — Скука в Брно / Nuda v Brne / Bored in Brno / Nuda v Brně (режиссёр Владимир Моравек, Чехия)
- Приз за лучшую мужскую роль: Маруф Пулодзода — Ангел правого плеча / Anjel na pravej strane / Angel on the Right / Farishtay kifti rost (режиссёр Джамшед (Жамшид) Усмонов, Таджикистан, Франция, Швейцария, Италия)

### 6-й фестиваль (2004)
- Гран-при за лучший фильм: Or (Моё сокровище) / My Treasure / Mon trésor (режиссёр Керен Едайя, Израиль, Франция)
- Приз за лучшую режиссуру: Атик Рахими — Земля и пепел / Earth and Ashes / Khakestar-о-khak (Афганистан, Франция)
- Приз за лучшую женскую роль: Линдси Дункан и Паула Сэйдж — Жизнь после жизни / Afterlife (режиссёр Элисон Пиблз, Великобритания)
- Приз за лучшую мужскую роль: Пьетро Сибилле -Дни Сантьяго / Santiagove dni / Days of Santiago / Días de Santiago (режиссёр Хосуэ Мендес, Перу)

### 7-й фестиваль (2005)
- Гран-при за лучший фильм: Пещера жёлтого пса / The Cave of the Yellow Dog / Die Hőhle des gelben Hundes (режиссёр Бямбасурен Даваагийн, Германия, Монголия)
- Приз за лучшую режиссуру: Джордж Клуни — Доброй ночи и удачи / Good Night and Good Luck (США)
- Приз за лучшую женскую роль: Стефани Джеймс — Образ жизни / Spôsob života / A way of Life (режиссёр Амма Асант, Великобритания)
- Приз за лучшую мужскую роль: Павел Лишка — Счастье / Šťastie / Something Like Happiness / Štěstí (режиссёр Богдан Слама, Чехия, Германия)

### 8-й фестиваль (2006)
- Гран-при за лучший фильм: 4:30 (режиссёр Ройстон Тан, Сингапур, Япония)
- Приз за лучшую режиссуру: Амат Эскаланте — Кровь / Blood / Sangre (Мексика, Франция)
- Приз за лучшую женскую роль: Эрмила Гуэдес — Небо Суели (Любовь на продажу) / Suely na nebi / Suely in the Sky / O Céu de Suely (режиссёр Карим Айнуз, Бразилия, Германия, Португалия, Франция)
- Приз за лучшую мужскую роль: Антоний Павлицкий — Из лужицы в болото / Retrieval / Z odzysku (режиссёр Славомир Фабицкий, Польша)

### 9-й фестиваль (2007)
- Гран-при за лучший фильм: Слепая гора / Slepá hora / Blind Mountain / Mang shan (режиссёр Ли Ян, Китай, Гонконг, Германия, 2007)
- Приз за лучшую режиссуру: Вейко Ыунпуу — Осенний бал / Jesenný bál / The Autumn Ball / Sügisball (Эстония, 2007)
- Приз за лучшую женскую роль: Юлия Кольбек — Искусство плача / Umenie plakať / The Art of Crying / Kunsten at graede i kor (режиссёр Петер Шонау Фог, Дания, 2006)
- Приз за лучшую мужскую роль: Сэм Райли — Контроль / Control (режиссёр Антон Корбейн, Великобритания, 2007)

### 10-й фестиваль (2008)
- Гран-при за лучший фильм: Праздничный обед жарким летом / Sviatočný augustový obed / Mid-August Lunch / Pranzo di Ferragosto (режиссёр Джанни Ди Грегорио, Италия, 2008)
- Приз за лучшую режиссуру: Амат Эскаланте — Ублюдки / Bastardi / The Bastards / Los Bastardos (Мексика, Франция, США, 2008)
- Приз за лучшую женскую роль: Нада Абу Фархат — Под бомбами / Pod bombami / Under the Bombs / Sour le Bombes (режиссёр Филипп Арактинги, Ливан, Франция, Великобритания, Бельгия, 2007)
- Приз за лучшую мужскую роль: Жольт Ангер — Детектив / Pátranie / The Investigator / A nyomozó (режиссёр Аттила Гигор, Венгрия, Швеция, Ирландия, 2008)

### 11-й фестиваль (2009)
- Гран-при за лучший фильм: День, когда Бог нас покинул / A Boh odišiel / The Day God Walked Away/ Le jour où Dieu est parti en voyage (режиссёр Филипп ван Леу, Бельгия, Франция, 2009)
- Приз за лучшую режиссуру: Камен Калев — Восточные пьесы / Hrať svoju hru / Източни пиеси / Eastern Plays (Болгария, Швеция, 2009)
- Приз за лучшую женскую роль: Рут Нирере — День, когда Бог нас покинул / A Boh odišiel / The Day God Walked Away/ Le jour où Dieu est parti en voyage(режиссёр Филипп Ван Леу, Бельгия, Франция, 2009)
- Приз за лучшую мужскую роль: Христо Христов — Восточные пьесы / Hrať svoju hru / Източни пиеси / Eastern Plays (режиссёр Камен Калев, Болгария, Швеция, 2009)
- Особое упоминание главного жюри: На север дороги нет / Uviaznutí / Northless / Norteado (режиссёр Ригоберто Перескано, Мексика, Испания, 2009)
- Приз экуменического совета и жюри: Восточные пьесы / Hrať svoju hru / Източни пиеси / Eastern Plays (режиссёр Камен Калев, Болгария, Швеция, 2009)
- Специальное упоминание экуменического совета и жюри: Оптические иллюзии / Optické ilúzie / Optical Illusions / Ilusiones Ópticas (режиссёр Кристиан Хименес, Чили, Франция, 2009)
- Приз ФИПРЕССИ: На север дороги нет / Uviaznutí / Northless / Norteado (режиссёр Ригоберто Перескано, Мексика, Испания, 2009)
- Приз студенческого жюри: Шёпот на ветру / Šepot vo vetre / Whisper with the wind / Sirta la gal ba (режиссёр Шахрам Алиди, Ирак, 2009)
- Приз за лучший документальный фильм: Петиция / Petícia / Petition (режиссёр Чжао Лян, Франция, Китай, 2009)
- Приз за лучший короткометражный фильм: «Рита» (режиссёр Антонио Пьяцца и Фабио Грассадония, Италия, 2009)
- Специальное упоминание жюри короткометражных фильмов:
  - Человек за бортом / Muž cez palubu / A man Overboard / Un homme à la mer (режиссёр Фабьен Горжар, Франция, 2009)
  - Вечеринка / Žúr / Party / Tulum (режиссёр Далибор Матанич, Хорватия, 2009)

### 12-й фестиваль (2010)
- Гран-при за лучший фильм: Четырежды / Štyrikrát / The Four Times / Le quattro volte (режиссёр Микеланджело Фраммартино, Италия, Германия, Швейцария, 2010)
- Приз за лучшую режиссуру:
  - Драгомир Шолев — Укрытие (Прибежище) / Prístrešok / Shelter (Болгария, 2010)
  - Константин Попеску — Портрет молодого воина / Portrét mladého bojovníka / Portrait of the Fighter As A Young Man
- Приз за лучшую женскую роль: Шарлотта Генсбур — Дерево / Strom / The Tree / L’arbre (режиссёр Жюли Бертучелли, Франция, Австралия, 2010)
- Приз за лучшую мужскую роль: Роберт Нэйлор — 10½ (режиссёр Даниэль Гру, Канада, 2010)
- Приз ФИПРЕССИ: 10½ (режиссёр Даниэль Гру, Канада, 2010)
- Приз студенческого жюри: 10½ (режиссёр Даниэль Гру, Канада, 2010)
- Приз за лучший документальный фильм: Семья / Familia (режиссёр Микаэль Вистрём, Швеция, 2010)
- Приз за лучший короткометражный фильм: Как собирать ягоды / Ako sa zbiera lesné ovocie / How to Pick Berries / Miten marjoja poimitaan (режиссёр Элина Тальвенсаари, Финляндия, 2010)
- Специальное упоминание жюри короткометражных фильмов: Внешний мир / Svet mimo nás / The External World (режиссёр Дэвид О’Рейли)

### 13-й фестиваль (2011)
- Гран-при за лучший фильм: Акации / Agáty / Las Acacias (режиссёр Пабло Джорджелли, Аргентина, Испания, 2011)
- Приз за лучшую режиссуру: Венсан Гаранк — Презумпция виновности / Obvinený / Présumé coupable (Франция, 2011)
- Приз за лучшую женскую роль: Ибен Хьейле — Стокгольм Восточный / Stockholm East / Stockholm Östra (режиссёр Симон Кайзер, Швеция, 2011)
- Приз за лучшую мужскую роль: Иван Троян — Видимый мир / Viditeľný svet / Visible World (Режиссёр Петер Криштуфек, Словакия, 2011)
- Приз ФИПРЕССИ: Акации / Agáty / Las Acacias (режиссёр Пабло Джорджелли, Аргентина, Испания 2011)
- Приз студенческого жюри: 17 девушек / 17 dievčat / 17 filles (режиссёры Дельфин и Мюриэль Кулен, Франция, 2011)
- Приз ЮниКредит Банка за наиболее успешный словацкий фильм:
  - Пыль и блеск / Prach a ligot / Dust and Glitter (режиссёр Михаэла Чопикова, Словакия, 2011)
  - Дом / Dom (режиссёр Зузана Лиова, Словакия, 2011)
- Приз за лучший документальный фильм: Ночной страж / Nočný strážnik / El Velador / The Night Watchman (режиссёр Наталия Альмада, Мексика, США, 2011)
- Приз за лучший короткометражный фильм: Воскресенья / Nedele / Dimanches / Sundays (режиссёр Валери Розье, Бельгия 2011)

### 14-й фестиваль (2012)
- Гран-при за лучший фильм Ла-Сирга (режиссёр Уильям Вега, Колумбия, Франция, Мексика 2012)
- Приз за лучшую режиссуру: Ян Оле Герштер — Простые сложности Нико Фишера / Ty kokso / Oh boy (Германия, 2012)
- Приз за лучшую женскую роль: Ривка Гур — Эпилог / Hayuta ve Berl (режиссёр Амир Манор, Израиль, 2012)
- Приз за лучшую мужскую роль: Йосеф Кармон — Эпилог / Hayuta ve Berl (режиссёр Амир Манор, Израиль, 2012)
- Премия ФИПРЕССИ: Простые сложности Нико Фишера / Ty kokso / Oh Boy (режиссёр Ян Оле Герштер, Германия, 2012)
- Премия ФЕДЕОРА (Федерации кинокритиков Европы и Средиземноморья):
  - Простые сложности Нико Фишера / Ty kokso / Oh Boy (режиссёр Ян Оле Герштер, Германия, 2012)
  - Не верю, я — робот? / Epilóg / Hayuta ve Berl (режиссёр Амир Манор, Израиль, 2012)
  - В тени / V tieni / Dans l’ombre / In The Shadow (Франция, 2012)
- Приз студенческого жюри: Не верю, я — робот? / Epilóg / Hayuta ve Berl (режиссёр Амир Манор)
- Премия ЮниКредит Банка за лучший словацкий полнометражный художественный фильм: Сделано в Аше / Až do mesta Aš / Made in Ash (режиссёр: Ивета Грофова, Чешская Республика, Словацкая Республика, 2012)
- Приз за лучший документальный фильм: Последняя скорая помощь Софии / Posledná záchranka v Sofii / Последната линейка на София (режиссёр Илиан Метев, Болгария, Германия, Хорватия, 2012)
- Приз за лучший короткометражный фильм: Мэлоди / Malody (режиссёр Филип Баркер, Канада 2012)
- Специальный приз жюри короткометражных фильмов: Яйца динозавров в гостиной / Dinosaurie vajcia v obývačke / Ovos de dinossauro na sala de estar (режиссёр Рафаэл Урбан, Бразилия, 2011)

### 15-й фестиваль (2013)
- Гран-при за лучший фильм: Классовый враг / Razredni sovražnik / Class Enemy (режиссёр Рок Бичек, Словения, 2013)
- Приз за лучшую режиссуру:
  - Бобо Елчич — Оборона и защита (Чужой) / Obrana a ochrana / Obrana i zaštita / A Stranger (Хорватия, Босния и Герцеговина, 2013)
  - Юрий Быков — Майор / The Major (Россия, 2013)
- Приз за лучшую женскую роль: Анна Оделл — Встреча выпускников / Stretávka / Ǻterträffen / The Reunion (режиссёр Анна Оделл, Швеция, 2013)
- Приз за лучшую мужскую роль: Игорь Самобор — Классовый враг / Razredni sovražnik / The Class Enemy (режиссёр Рок Бичек, Словения, 2013)
- Премия ФИПРЕССИ: Классовый враг / Razredni sovražnik / The Class Enemy (режиссёр Рок Бичек, Словения, 2013)
- Приз студенческого жюри: Встреча выпускников / Stretávka / Ǻterträffen / The Reunion (режиссёр Анна Оделл, Швеция, 2013)
- Приз за лучший документальный фильм: Истории, которые мы рассказываем / Rodinné príbehy / Stories We Tell (режиссёр Сара Полли, Канада, 2012)
- Приз за лучший короткометражный фильм: Животные, которых я убил прошлым летом / Djur jag dödade förra sommaren / Animals I Killed Last Summer (режиссёр Густав Даниэльссон, Швеция, 2012)

### 16-й фестиваль (2014)
- Гран-при за лучший фильм: Тусовщица (режиссёры Мари Амашукели, Клер Бюргер, Сэмюэл Тейс, Франция, 2014)
- Приз за лучшую режиссуру: Нгуен Хоанг Дип — Из ничего в ничто / Od ničoho k ničomu / Dap Cánh Giua Không Trung / Flapping in the Middle of Nowhere (Вьетнам, Франция, Норвегия, Германия, 2014)
- Приз за лучшую женскую роль: Анжелика Литценбургер — Тусовщица (режиссёр Мари Амашукели, Клер Бюргер, Сэмюэл Тейс, Франция, 2014)
- Приз за лучшую мужскую роль: Фабрисиу Боливейра — Бразильский Вестерн / Brazílsky Western / Faroeste Caboclo / Brazilian Western (режиссёр Рене Сампайо, Бразилия, 2013)
- Премия ФИПРЕССИ: Я твоя / Jeg er din / I am yours (режиссёр Ирам Хак, Норвегия, 2013)
- Приз студенческого жюри: Тусовщица / Party Girl (режиссёры Мари Амашукели, Клер Бюргер, Сэмюэл Тейс, Франция, 2014)
- Приз за лучший документальный фильм: Не каждый день сочельник / Nie je všetko vigília / No todo es vigilia / Not All Is Vigil (режиссёр Эрмес Паральюело, Испания, Колумбия, 2014)
- Специальный приз жюри документальных фильмов: 15 стран света / 15 stron swiata / 15 Corners of the World (режиссёр Зузанна Солакевич, Польша, Германия, 2014)
- Приз за лучший короткометражный фильм: Миллион миль / Milión míľ ďaleko / А Million Miles Away (режиссёр Дженнифер Ридер, США, 2014)
- Специальный приз жюри короткометражных фильмов: Границы выносливости / Granice wytrzymałości / Rollercoaster (режиссёр Марек Марликовский, Польша, 2013)

### 17-й фестиваль (2015)
- Гран-при за лучший художественный фильм (за сильное и одновременно неброское воплощение на экране самой обычной истории): Земля и тень / Pôda a tieň / La tierra y la sombra / Land and Shade (режиссёр Сесар Аугусто Асеведо, Колумбия, 2015)
- Приз за лучшую режиссуру: Ида Панаханде — за фильм «Нахид» / Nahid (Иран, 2015)
- Приз за лучшую женскую роль: Ники Карими и Сахар Ахмадпур — Среда 9 мая / Streda, 9. máj / Chaharshanbeh, 19 Ordibehesht / Wednesday, May 9, (режиссёр Вахид Джалильванд, Иран, 2015)
- Приз за лучшую мужскую роль: Навид Мохаммед Заде — Нахид / Nahid (режиссёр Ида Панаханде, Иран, 2015)
- Премия ФИПРЕССИ: Земля и тень / Pôda a tieň / La tierra y la sombra / Land and Shade (режиссёр Сесар аугусто Асеведо, 2015)
- Приз студенческого жюри: Среда 9 мая / Streda, 9. máj / Chaharshanbeh, 19 Ordibehesht / Wednesday, May 9, (режиссёр Вахид Джалильванд, Иран, 2015)
- Приз за лучший документальный фильм: Немецкая молодёжь / Nemecká mládež / Une jeunesse allemande / A German Youth (режиссёр Жан-Габриэль Пеприо, Франция, 2015)
- Специальный признание (приз) жюри документальных фильмов: Флотель «Европа» / Flotel Europa (режиссёр Владимир Томич, Босния и Герцеговина, 2015)
- Приз за лучший короткометражный фильм: Вашингтония / Washingtonia (режиссёр Константина Котзамани, Греция, 2014)

Лауреатом фестиваля, в честь которой открыта памятная плита на Дорожке кинославы за многолетний вклад в искусство, стала словацкая актриса Эмилия Вашариова.

### 18-й фестиваль (2016)
- Приз за лучший художественный фильм (за умение рассказать историю, полную эмоций и поиска себя, а также за способность вовлечь зрителя с мир слепых посредством мощных кадров и завораживающей музыки): Трамонтана / Tramontane (режиссёр Ваче Булгурджян, Ливан, Франция, Катар, Объединённые Арабские Эмираты, 2016)
- Приз за лучшую режиссуру (за объективный подход к съёмкам фильма и затронутой теме, а также за подтверждение режиссёрского таланта при работе с актёрами и монтаже): Марко Даниэли — за фильм «Мировая девчонка» / Svetácke dievča / La Ragazza del Mondo / Worldly Girl (Италия, Франция, 2016)
- Приз за лучшую женскую роль (за очень правдоподобное и впечатляющее воплощение роли человека, находящегося в суровом семейном окружении): Миа Петричевич — Не смотри в мою тарелку / Nezízaj mi do taniera / Ne gledaj mi u pijat / Quit Staring at My Plate (режиссёр Хана Юшич, Хорватия, Дания, 2016)
- Приз за лучшую мужскую роль (за волнующее и яркое воплощение своей роли с использованием широкого спектра эмоций): Микеле Риондино — фильм «Мировая девчонка» / La Ragazza del Mondo / Worldly Girl (режиссёр Марко Даниэли, Италия, Франция, 2016)
- Премия ФИПРЕССИ (за эмоционально верное изображение мира брошенных детей): Жизнь тыквы / Ja ako Tekvička / Ma vie de Courgette / My Life as a Courgette (режиссёр Клод Барра, Швейцария, Франция, 2016)
- Приз студенческого жюри: Я здесь! / Som tu! / Es esmu šeit! / Mellow Mud (режиссёр Ренар Винда, Латвия, 2016)
- Приз за лучший документальный фильм: Причастие / Prijímanie / Komunia / Communion (режиссёр Ана Замецка, Польша, 2016)
- Приз за лучший короткометражный фильм: Адаптация / Adaptácia / Adaptacja / Adaptation (режиссёр Бартош Круглик, Польша, 2016)

## Внеконкурсные секции
За время существования на фестивале проводились показы по следующим секциям: Европейского кино, кино Словакии, представление фильмов отдельных деятелей кино, как-то: Иван Палух, Билл Аугуст, Горан Паскалевич, Эдуард Гречнер, Пабло Троперо, Рафаэль Наджари, Ян Шванкмайер, Карен Шахназаров, Ульрих Зайдл, Михаэль Винтерботтом. Мика Каурисмяки, Альфред Хичкок, а также по секциям «Независимое кино», «Вольная зона», «Премьеры», «Специальный показ», «Фокус», «Национальные хиты», «Против течения» и др., в секции внеконкурсных короткометражных фильмов не раз была представлена кинокомпания «Азил» словацкого продюсера Мароша Гечко.

## Сроки и место проведения
I фестиваль — 30.11.1999-8.12.1999 — Братислава (Istropolis)
II фестиваль — 1.12.2000-9.12.2000 — Братислава (Istropolis, Ster Century Cinemas / Polus City Center)
III фестиваль — 30.11.2001-8.12.2001 — Братислава (Istropolis, Ster Century Cinemas / Polus City Center, DK Zrkadlový háj, кинотеатр «Младость»)
IV фестиваль — 29.11.2002-7.12.2002 — Братислава (Ster Century Cinemas / Polus City Center)
V фестиваль — 28.11.2003-6.12.2003 — Братислава (Palace Cinemas, Aupark, кинотеатр Orange IMAX)
VI фестиваль — 3.12.2004-11.12.2004 — Братислава (Palace Cinemas, Aupark, кинотеатр Orange IMAX)
VII фестиваль — 2.12.2005-10.12.2005 — Братислава (Palace Cinemas, Aupark, кинотеатр Orange IMAX)
VIII фестиваль — 1.12.2006-9.12.2006 — Братислава (Palace Cinemas, Aupark, кинотеатр Orange IMAX)
IX фестиваль — 2.12.2007-10.12.2007 — Братислава (Palace Cinemas, Aupark, кинотеатр Orange IMAX)
X фестиваль — 28.11.2008-5.12.2008 — Братислава (Palace Cinemas, Aupark, кинотеатр Orange IMAX)
30.11.2008 — Кошице (Cinemax)
4.12.2008 — Банска-Бистрица (Europa Cinemas)
XI фестиваль — 27.11.2009-4.12.2009 — Братислава (Palace Cinemas / Aupark, кинотеатр «Младость»)
28.11.2009-30.11.2009 — Банска-Бистрица (Europa Cinemas)
1.12.2009-3.12.2009 — Кошице (Cinemax)
XII фестиваль — 5.11.2010-11.11.2010 — Братислава (Palace Cinemas / Aupark, кинотеатр Младость, SNG, кинотеатр Люмьер)
12.11.2010-14.11.2010 — Кошице (FK Cinefil, кинотеатр «Усмев», Kasárne/Kulturpark)
15.11.2010-16.11.2010 — Банска-Бистрица (Europa Cinemas)
17.11.2010-18.11.2010 — Жилина (City Cinemas)
XIII фестиваль — 4.11.2011-9.11.2011 — Братислава (Cinema City / Eurovea, кинотеатр Младость, SNG, кинотеатр Люмьер)
10.11.2011-12.11.2011 — Фестивальные дни в городе Банска-Бистрица
XIV фестиваль — 9.11.2012-15.11.2012 — Братислава (Cinema City / Eurovea, кинотеатр Младость, SNG, кинотеатр Люмьер)
16.11.2012-17.11.2012 — Фестивальные дни в городе Банска-Бистрица
XV фестиваль — 6.11.2013-12.11.2013 — Братислава (кинотеатр Младость, кинотеатр Люмьер, FK 35mm, кинотеатр Ностальгия, Batelier)
XVI фестиваль — 7.11.2014-14.11.2014 — Братислава (кинотеатр Младость, кинотеатр Люмьер, FK 35mm, кинотеатр Ностальгия, Batelier)
XVII фестиваль — 12.11.2015-17.11.2015 — Братислава (кинотеатры Люмьер, Младость, Ностальгия, кафе Gorila.sk Urban Space)
XVIII фестиваль — 11.11.2016-17.11.2016 — Братислава (кинотеатры Люмьер, Младость, Ностальгия, кафе Gorila.sk Urban Space)

## Внешние ресурсы
- Официальный сайт Братиславского кинофестиваля Архивная копия от 12 октября 2015 на Wayback Machine (англ.) (словац.)